# Pierre-Jules-César de Rochechouard-Montigny
Pierre-Jules-César de Rochechouart-Montigny (Montigny, 8 marzo 1698 – Montigny, 24 gennaio 1781) è stato un vescovo cattolico francese.

## Biografia
Appartenente a una famiglia dell'alta nobiltà, Pierre-Jules-César de Rochechouart nacque l'8 marzo 1698 al castello di Montigny. Intrapresa la carriera ecclesiastica sin dalla gioventù, fu vicario generale di Louis-Gaston Fleuriau de Armenonville, vescovo di Orléans, e con questa carica si garantì successivamente lo status di priore commendatario del priorato di Saint-lô presso Rouen.
Il 15 febbraio 1734 venne nominato vescovo di Évreux e consacrato il 21 marzo successivo per mano dell'arcivescovo Nicolas-Charles de Saulx-Tavannes, coadiuvato da Claude de Saint-Simon, vescovo di Metz, e Léonor de Goyon de Matignon, vescovo di Coutances. Nel 1738 divenne anche abate dell'abbazia di Bonnecombe e quindi dell'abbazia di Conches, all'interno della sua nuova diocesi.
Ad Évreux si preoccupò di riformare la chiesa locale dettando i canoni per un nuovo breviario da utilizzarsi insieme all'opera di formazione del clero che gli consentì di formare anche un piccolo seminario. Strenuo difensore dell'operato dei Gesuiti, si schierò apertamente con la bolla Unigeniti del papa e condannò i giansenisti, entrando per questo in contrasto col parlamento della Normandia che appoggiava laicamente i giansenisti.
Il 26 novembre 1753 venne nominato vescovo di Bayeux ed entrò in diocesi il 26 settembre successivo. Nella sua nuova posizione, si interessò molto alla formazione dei propri seguaci, proponendo anche qui un nuovo messale da adottarsi. Sotto l'aspetto dei rapporti sociali egli fu benvoluto in quanto iniziò dei lavori in cattedrale per la costruzione del nuovo altare maggiore a partire dal 1768 il che fece sì che molti giovani disoccupati dell'area potessero trovare occupazione; l'opera venne completata nel 1771.
Si ritirò ufficialmente a vita privata nel 1776 lasciando il vescovato e tutte le abbazie di privilegio che aveva ottenuto, morendo nella sua casa natale di Montigny il 24 gennaio 1781, venendo sepolto nella locale chiesa parrocchiale. Il 23 agosto 1882 furono notevoli i festeggiamenti nel suo paese natale in occasione del primo centenario della sua scomparsa, commemorata con l'apposizione di una targa presso il suo monumento funebre.

## Genealogia episcopale
La genealogia episcopale è:
- Cardinale Guillaume d'Estouteville, O.S.B.Clun.
- Papa Sisto IV
- Papa Giulio II
- Cardinale Raffaele Sansone Riario
- Papa Leone X
- Papa Paolo III
- Cardinale Francesco Pisani
- Cardinale Alfonso Gesualdo di Conza
- Papa Clemente VIII
- Cardinale Pietro Aldobrandini
- Cardinale Laudivio Zacchia
- Cardinale Antonio Barberini, O.F.M.Cap.
- Cardinale Nicolò Guidi di Bagno
- Arcivescovo François de Harlay de Champvallon
- Cardinale Louis-Antoine de Noailles
- Cardinale André-Hercule de Fleury
- Cardinale Nicolas-Charles de Saulx-Tavannes
- Vescovo Pierre-Jules-César de Rochechouard-Montigny